# 작성자 불이익의 원칙
작성자 불이익의 원칙(Contra proferentem, 콘트라 프라퍼렌템)이란 영미법상의 개념으로 계약서의 문구를 해석할 때 모호한 경우 작성자에게 불리하게 해석하는 원칙이다.

## 대한민국
대한민국 상법의 보험편에서는 약관 해석에 있어서 작성자 불이익원칙을 적용하고 있다. 그 요건으로는 첫째, 약관 조항이 객관적으로 다의적으로 해석되고, 둘째, 그 각각의 해석이 합리성이 있는 등 당해 약관의 뜻이 명백하지 아니함을 들고 있다. 보험계약을 해석할 때 널리 쓰이며 보험자불리해석이라고도 한다.